# 廣州市玉岩中學
廣州市玉巖中學（Guangzhou Yuyan Middle school）坐落於廣州市黃埔區，是廣東省國家級示範性普通高中、廣東省德育示範學校、廣東省中小學教師培訓實踐基地、廣東省普通高中教學水平優秀學校、廣州市德育示範學校。
學校始建於2006年，2007年被廣州市教育局、廣州市青少年科技教育協會授予“廣州市青少年科技教育特色項目”稱號。2011年創建成廣東省德育示範學校。
據2015年11月學校官網顯示，學校有在職教師254人，其中專任教師246人，特級教師5人，全國優秀教師1人，全國模範教師1人，共66個教學班，在校學生3000多餘名。

## 榮譽
- 廣東省國家級示範性普通高中
- 廣東省德育示範學校
- 廣東省中小學教師培訓實踐基地
- 廣東省普通高中教學水平優秀學校
- 廣州市德育示範學校